# Marathon van Parijs 1977
De marathon van Parijs 1977 werd gelopen op zaterdag 11 juni 1977. Het was de tweede editie van deze marathon. Aan deze editie namen geen vrouwen deel.
De wedstrijd werd gewonnen door de Fransman Gérard Métayer in 2:30.41. Hij was hiermee tien minuten langzamer dan de winnende tijd een jaar eerder.
In totaal beëindigden 87 marathonlopers de wedstrijd.

## Uitslag
| rang   | naam           | land | tijd    |
| ------ | -------------- | ---- | ------- |
| Goud   | Gérard Métayer | FRA  | 2:30.41 |
| Zilver | Boyer          | FRA  | 2:41.38 |
| Brons  | P. Babier      | FRA  | 2:44.44 |
| 4      | Pinault        | FRA  | 2:46.41 |
| 5      | Savoure        | FRA  | 2:46.47 |
| 6      | Guilbert       | FRA  | 2:48.23 |
| 7      | Ossorguine     | FRA  | 2:48.54 |
| 8      | Moret          | FRA  | 2:55.08 |
| 9      | Ducroq         | FRA  | 2:55.12 |
| 10     | Gervais        | FRA  | 2:56.50 |

1976 ·
1977 ·
1978 ·
1979 ·
1980 ·
1981 ·
1982 ·
1983 ·
1984 ·
1985 ·
1986 ·
1987 ·
1988 ·
1989 ·
1990 ·
1991 ·
1992 ·
1993 ·
1994 ·
1995 ·
1996 ·
1997 ·
1998 ·
1999 ·
2000 ·
2001 ·
2002 ·
2003 ·
2004 ·
2005 ·
2006 ·
2007 ·
2008 ·
2009 ·
2010 ·
2011 · 
2012 · 
2013 ·
2014 ·
2015 ·
2016 ·
2017